# 计算素
计算素（英語：computronium）是美国麻省理工学院科学家诺曼·马哥勒斯与托马索·托福利提出的一个概念，指能作为可编程物质的假想材料，即可以用于模拟任何真实事物的基质。
此外，计算素还可以指物质的一种理想状态，在此状态下该物质能够达到最优化、最有效的计算能力。
这一概念在科幻作品中十分常见，如道格拉斯·亚当斯所著的《银河系漫游指南》中就把整个地球作为一个可编程物质，用来寻找生命、宇宙以及任何事情的终极答案。